# 箆野島
箆野島（ぬのしま）は、徳島県海部郡美波町西由岐に位置する無人島。室戸阿南海岸国定公園に属する。

## 地理
由岐漁港の沖合に浮かぶ無人島。島名の「箆」という字は、矢で使う矢竹のことを指し、かつて島内に多く自生し利用されていた。初めは「ののしま」と呼ばれていたが、その後、島内にある「布かけ岩」が転訛して現在の「ぬのしま」になったとされる。
島の南側は海食崖で、北側はウバメガシなどが茂っている。また、西側は砂浜となっている。

## 歴史
江戸時代中期頃から人が入植され、島の東側に集落や田畑跡があり、戦後すぐの頃は島の東部で農業などを営んで暮らしている家があったが、1960年（昭和35年）に無人化した。この集落は「なかむら」と呼ばれ、島頭神社や天神社なども残っている。島頭神社は「竜神さん」の愛称で親しまれた神社で、卵を供えるという習慣が存在した。
1982年（昭和57年）には、島の所有者が島を売りに出し話題となった。
地元の中学生がキャンプに使用したこともある。